# Фиандт, Райнер фон
 Берндт Райнер фон Фиандт (нем. Berndt Rainer von Fieandt; 26 декабря 1890, Або — 28 апреля 1972, Хельсинки) — политический и государственный деятель Финляндии; премьер-министр Финляндии (1957—1958).

## Биография
По образованию юрист, магистр права (1916), работал юристом, членом правления ряда промышленных компаний и банков, в 1955 стал преемником Сакари Туомиоя на посту председателя Банка Финляндии и занимал это пост до 1957.
В 1939−1940 входил в кабинеты Аймо Каяндера и Ристо Рюти в качестве министра. С ноября 1957 по апрель 1958 был премьер-министром Финляндии, по результатам голосования в парламенте Финляндии из-за роста цен на хлеб кабинет фон Фиандта был отправлен в отставку.
Кроме того, до своей смерти он был членом советов директоров различных промышленных компаний и банков, в том числе Wärtsilä Gesellschaft (1931—1940) и Финского почтового банка (1955—1960). Он также был президентом и вице-президентом шведскоязычной экономической ассоциации Ekonomiska Samfundet i Finland.